# Alena Podzemná
Alena Podzemná, rozená Kozderková (* 1. října 1941 Uherské Hradiště), je historička výtvarného umění, muzejní pracovnice, archivářka a malířka.

## Život
Dcera hudebního skladatele Ladislava Kozderky a sestra herečky a zpěvačky Laďky Kozderkové. V letech 1958-1963 studovala dějiny umění na FF UJEP v Brně (prof. Albert Kutal, V. Richter, I. Krsek) a malbu a grafiku u Eduarda Miléna. Postgraduálně studovala konzervátorství (PhDr. 1982). Roku 1962 se provdala a přestěhovala do Valašskoho Meziříčí, kde začala pracovat v muzeu. Spolu s kolegyní Marií Salichovou zde založily rozsáhlou sbírku skla. Byla zaměstnána jako odborná pracovnice Okresního muzea ve Vsetíně (1963-1974 a opět od r. 1994), v letech 1974-1994 pracovala ve Státním okresním archivu. Po odchodu do důchodu začala od roku 1998 vyučovat na Střední uměleckoprůmyslové škole sklářské ve Valašském Meziříčí.

## Dílo
Malbě a grafice se intenzivněji věnovala od 70. let 20. století. Vystavuje doma i v cizině, je členkou výtvarné skupiny 3+1.

### Autorka publikací
- 1985,	Ivan Jakeš: Keramika
- 1988,	Břetislav Janovský: Výtvarné dílo
- 1995,	Báthory: Malba a grafika
- 1995,	Jaroslava Hýžová
- 1998,	Břetislav Janovský: Výtvarné dílo (Šedesátá léta a současnost),
- Miroslav Adámek
- Pavel Drda: Radost v hlíně
- 2007 Glass: Josef Divín, Jitka Skuhravá, Ondřej Strnadel, kat. výstavy Galerie Beseda, Ostrava
- Malířství na Soláni a v okolí: umělecká súčasnosť na Kysuciach. 1. vyd. [Karolinka]: Sdružení pro rozvoj Soláně, 2014, s. 62. (spolu s Rudolfem Gerátem a Jaroslavem Včeličkou)

### Články (výběr)
- K historii skláren ve Valašském Meziříčí. Valašsko: vlastivědná revue. 2000/1, s. 20-22, 30
- Marie Bognerová – malířka, kreslířka, ilustrátorka a restaurátorka. Valašsko: vlastivědná revue. 2009/2, s. 21-24.
- Moravská gobelínová manufaktura – 100 let od započetí výroby gobelínů. Valašsko: vlastivědná revue. 1998, s. 24-25.